# سيلكوك آيدين
سيلكوك آيدين (بالتركية: Selçuk Aydın)‏ (مواليد 4 سبتمبر 1983) هو ملاكم تركي، مثّل بلاده في الألعاب الأولمبية الصيفية 2004.

## روابط خارجية
سيلكوك آيدين على موقع بوكس ريك (الإنجليزية) (registration required)
- سيلكوك آيدين على موقع أوليمبيديا (الإنجليزية)